# La ferrovia sotterranea (miniserie televisiva)
La ferrovia sotterranea (The Underground Railroad) è una miniserie televisiva statunitense del 2021 creata e diretta da Barry Jenkins.
È l'adattamento televisivo dell'omonimo romanzo del 2016 scritto da Colson Whitehead.

## Trama
Una storia di finzione di persone che tentano una fuga dalla schiavitù negli Stati Uniti meridionali del XIX secolo, utilizzando un elemento chiave che impiega lo stile letterario del realismo magico. Cora, una ragazza schiavizzata della Georgia, si unisce al giovane Caesar per viaggiare sul treno sotterraneo verso la libertà.

## Puntate
| nº | Titolo originale                | Titolo italiano                      | Pubblicazione  |
| -- | ------------------------------- | ------------------------------------ | -------------- |
| 1  | Chapter 1: Georgia              | Capitolo uno - Georgia               | 14 maggio 2021 |
| 2  | Chapter 2: South Carolina       | Capitolo due - Carolina del Sud      | 14 maggio 2021 |
| 3  | Chapter 3: North Carolina       | Capitolo tre - Carolina del Nord     | 14 maggio 2021 |
| 4  | Chapter 4: The Great Spirit     | Capitolo quattro - Il grande spirito | 14 maggio 2021 |
| 5  | Chapter 5: Tennessee – Exodus   | Capitolo cinque - Tennessee - Esodo  | 14 maggio 2021 |
| 6  | Chapter 6: Tennessee – Proverbs | Capitolo sei - Tennessee - Proverbi  | 14 maggio 2021 |
| 7  | Chapter 7: Fanny Briggs         | Capitolo sette - Fanny Briggs        | 14 maggio 2021 |
| 8  | Chapter 8: Indiana Autumn       | Capitolo otto - Indiana - Autunno    | 14 maggio 2021 |
| 9  | Chapter 9: Indiana Winter       | Capitolo nove - Indiana - Inverno    | 14 maggio 2021 |
| 10 | Chapter 10: Mabel               | Capitolo dieci - Mabel               | 14 maggio 2021 |

## Personaggi e interpreti

### Principali
- Cora Randall, interpretata da Thuso Mbedu, doppiata da Elena Perino.
Giovane schiava della Georgia.
- Homer, interpretato da Chase W. Dillon, doppiato da Valeriano Corini.
Assistente di Ridgeway.
- Arnold Ridgeway, interpretato da Joel Edgerton (adulto) e da Fred Hechinger (giovane), doppiato da Simone D'Andrea (adulto) e da Alex Polidori (giovane).
Cacciatore di schiavi.
- Ridgeway Senior, interpretato da Peter Mullan, doppiato da Giovanni Petrucci.
Fabbro e padre di Arnold.
- Fanny Briggs/Grace, interpretata da Mychal-Bella Bowman, doppiata da Alessandra Cannavale.
Ragazzina costretta a vivere reclusa nella soffitta della casa dei Wells.
- Mabel, interpretata da Sheila Atim, doppiata da Virginia Brunetti.
Madre di Cora.

### Ricorrenti
- Caesar Garner, interpretato da Aaron Pierre, doppiato da Fabrizio De Flaviis.
Compagno di Cora che fugge dalla piantagione insieme a lei.
- Terrance Randall, interpretato da Benjamin Walker, doppiato da Gabriele Sabatini.
Proprietario della piantagione nella quale lavorano Cora e Caesar.
- James Randall, interpretato da Justice Leak, doppiato da Andrea Moretti.
Fratello di Terrance.
- Martin Wells, interpretato da Damon Herriman, doppiato da Stefano Brusa.
Abolizionista e capostazione della Carolina del Nord che nasconde Cora nella soffitta di casa sua.
- Ethel Wells, interpretata da Lily Rabe, doppiata da Selvaggia Quattrini.
Moglie di Martin.
- Royal, interpretato da William Jackson Harper.
Interesse amoroso di Cora.
- Mingo, interpretato da Chukwudi Iwuji, doppiato da Andrea Lavagnino.
Fratello di Royal.
- John Valentine, interpretato da Peter de Jersey.
Proprietario di una tenuta e di un vigneto nell'Indiana, nella quale Cora vi si stabilisce.
- Gloria Valentine, interpretata da Amber Gray, doppiata da Perla Liberatori.
Moglie di John.
- Prideful, interpretato da Lucius Baston.
Schiavo che lavora nella piantagione dei Randall.
- Chandler, interpretato da Owen Harn, doppiato da Luca Graziani.
- Olivia, interpretata da Bri Collins.
Moglie di Ellis.
- Red, interpretato da Ryan James.
Amico di Royal che lo aiuta a liberare Cora da Ridgeway nel Tennessee.
- Sam, interpretato da Will Poulter, doppiato da Manuel Meli.
Fotografo della Carolina del Sud e amico di Cora e Caesar.
- Jasper, interpretato da Calvin Leon Smith.
Bracciante della Florida catturato da Ridgeway.
- Mack, interpretato da IronE Singleton.
Figlio di un liberto impiegato da Ridgeway Senior. Arnold lo persuade a saltare in un pozzo ma rimane zoppo a vita.
- Ellis, interpretato da Marcus "MJ" Gladney Jr., doppiato da Danny Francucci.
Giovane macchinista di un treno che trasporta merci.
- Giudice Smith, interpretato da Cullen Moss.
- Tom Hardman, interpretato da Jim Klock.

## Promozione
Il primo teaser trailer della miniserie è stato diffuso il 19 ottobre 2020 dal regista Barry Jenkins sul suo profilo Twitter.

## Distribuzione
La miniserie è stata distribuita sulla piattaforma streaming on demand Prime Video il 14 maggio 2021.

## Accoglienza

### Critica
Sull'aggregatore di recensioni Rotten Tomatoes la miniserie ottiene il 94% delle recensioni professionali positive, con un voto medio di 8.80 su 10 basato su 103 critiche, mentre su Metacritic ha un punteggio di 92 su 100 basato su 37 recensioni.

## Riconoscimenti
- 2022 - Golden Globe[7][8]
  - Miglior miniserie o film per la televisione
- 2021 - Premio Emmy[9]
  - Candidatura per la miglior miniserie
- 2021 - American Film Institute[10]
  - Migliori dieci serie televisive dell'anno
- 2021 - Gotham Independent Film Awards[11][12]
  - Miglior interpretazione in una nuova serie a Thuso Mbedu
  - Candidatura per la miglior serie televisiva - formato lungo
- 2021 - TCA Awards[13]
  - Candidatura per la miglior performance in una serie drammatica a Thuso Mbedu
  - Candidatura per il miglior film, serie televisiva o speciale
  - Candidatura per il miglior programma dell'anno
- 2022 - Cinema Audio Society Awards[14]
  - Candidatura per il miglior sonoro in una miniserie televisiva o film non cinematografico (per l'episodio Capitolo dieci - Mabel)
- 2022 - Critics' Choice Awards[15]
  - Candidatura per la miglior miniserie
  - Candidatura per la migliore attrice in una miniserie o film per la televisione a Thuso Mbedu
  - Candidatura per il miglior attore non protagonista in una miniserie o film per la televisione a William Jackson Harper
- 2022 - Directors Guild of America Award[16][17]
  - Miglior regista per un film per la televisione o una miniserie a Barry Jenkins
- 2022 - Golden Reel Awards[18]
  - Candidatura per il miglior montaggio sonoro in una miniserie televisiva o antologica (episodio Capitolo nove - Indiana - Inverno)
- 2022 - Independent Spirit Awards[19][20]
  - Miglior attrice in una nuova serie a Thuso Mbedu
  - Candidatura per la miglior nuova serie scritta
- 2022 - Producers Guild of America Awards[21]
  - Candidatura al David L. Wolper Award per la miglior miniserie o serie antologica
- 2022 - Satellite Award[22]
  - Candidatura per la miglior miniserie televisiva